# Conoesucidae
Conoesucidae zijn een familie van schietmotten. De familie kent twaalf geslachten.